# Sollentuna GP 2021
Der Sollentuna GP 2021 war eine Leichtathletik-Veranstaltung, die am 13. Juni im Sollentunavallen im schwedischen Sollentuna stattfand. Die Veranstaltung war Teil der World Athletics Continental Tour und zählte zu den Bronze-Meetings, der dritthöchsten Kategorie dieser Leichtathletik-Serie.

## Resultate

### Männer

#### 100 m
| Platz | Athlet              | Land | Zeit (s) |
| ----- | ------------------- | ---- | -------- |
| 1     | Henrik Larsson      | SWE  | 10,36 SB |
| 2     | Diogo Antunes       | POR  | 10,37    |
| 3     | Usheoritse Itsekiri | NGR  | 10,44    |
| 4     | Michael Pohl        | GER  | 10,53    |
| 5     | Karl Erik Nazarov   | EST  | 10,54    |
| 6     | Thomas Jones        | SWE  | 10,55    |
| 7     | Odain Rose          | SWE  | 10,56 SB |
| 8     | Desmond Rogo        | SWE  | 10,75    |

Wind: +1,8 m/s

#### 400 m
| Platz | Athlet                  | Land | Zeit (s) |
| ----- | ----------------------- | ---- | -------- |
| 1     | Rabah Yousif            | NED  | 46,51    |
| 2     | Gustav Lundholm Nielsen | SWE  | 47,19    |
| 3     | Barend Koekemoer        | RSA  | 47,65    |
| 4     | Nick Ekelund-Arenander  | DEN  | 47,81    |
| 5     | Gustav Gahne            | SWE  | 48,32 PB |
| 6     | Alvin Reinebo           | SWE  | 49,41    |

#### 800 m
| Platz | Athlet                      | Land | Zeit (min) |
| ----- | --------------------------- | ---- | ---------- |
| 1     | Mark English                | IRL  | 1:45,70 SB |
| 2     | Álvaro de Arriba            | ESP  | 1:45,82 SB |
| 3     | Andreas Kramer              | SWE  | 1:46,25    |
| 4     | Simone Barontini            | ITA  | 1:46,63 PB |
| 5     | Joakim Andersson            | SWE  | 1:47,12 PB |
| 6     | Andreas Bube                | DEN  | 1:47,19    |
| 7     | Alexander Lundskog          | SWE  | 1:47,36 PB |
| 8     | Tshepo Tshite               | RSA  | 1:48,01    |
|       | Khaled Benmahdi (Pacemaker) | ALG  | DNF        |

#### 1500 m
| Platz                      | Athlet               | Land | Zeit (min) |
| -------------------------- | -------------------- | ---- | ---------- |
| 1                          | Vincent Keter        | KEN  | 3:35,21 PB |
| 2                          | Andrew Coscoran      | IRL  | 3:35,66 PB |
| 3                          | Emil Danielsson      | SWE  | 3:37,57 PB |
| 4                          | István Szögi         | HUN  | 3:37,84    |
| 5                          | Joshua Lay           | GBR  | 3:37,90 SB |
| 6                          | Johan Rogestedt      | SWE  | 3:38,32 PB |
| 7                          | Gustav Berlin        | SWE  | 3:41,14 PB |
| 8                          | Samuel Pihlström     | SWE  | 3:41,85 PB |
| 9                          | Nick Willis          | NZL  | 3:42,01    |
| 10                         | Abdelfath Yassin     | SWE  | 3:42,51    |
| 11                         | Youssouf Hiss Bachir | DJI  | 3:43,44    |
| 12                         | Abubakar Abdullahi   | SWE  | 3:43,87 SB |
|                            | Gergő Kiss           | HUN  | DNF        |
| Mounir Akbache (Pacemaker) | FRA                  | DNF  |            |

#### 400 m Hürden
| Platz | Athlet             | Land | Zeit (s) |
| ----- | ------------------ | ---- | -------- |
| 1     | Thomas Barr        | IRL  | 49,25    |
| 2     | Wilfried Happio    | FRA  | 49,27 SB |
| 3     | Quincy Downing     | USA  | 49,66    |
| 4     | Carl Bengtström    | SWE  | 50,45    |
| 5     | Eric Cray          | PHI  | 51,05    |
| 6     | Johan Claeson      | SWE  | 52,23    |
| 7     | Ludvig Hillenfjärd | SWE  | 53,32    |

#### Weitsprung
| Platz | Athletin          | Land | Weite (m) |
| ----- | ----------------- | ---- | --------- |
| 1     | Thobias Montler   | SWE  | 7,96      |
| 2     | Ruswahl Samaai    | RSA  | 7,83      |
| 3     | Henrik Flåtnes    | NOR  | 7,75      |
| 4     | Chris Mitrevski   | AUS  | 7,64      |
| 5     | Andreas Otterling | SWE  | 7,34      |
| 6     | Andreas Carlsson  | SWE  | 7,20 SB   |
| 7     | Caleb Conable     | SWE  | 6,82      |
| 8     | Marko Pesti       | SWE  | 6,78      |
| 9     | Albin Månsson     | SWE  | 6,47      |

#### Dreisprung
| Platz | Athletin         | Land | Weite (m) |
| ----- | ---------------- | ---- | --------- |
| 1     | Necati Er        | TUR  | 16,42     |
| 2     | Jesper Hellström | SWE  | 16,18     |
| 3     | Maximiliano Díaz | ARG  | 16,12     |
| 4     | Isak Persson     | SWE  | 15,84 w   |
| 5     | Gabriel Wallmark | SWE  | 15,49 PB  |
| 6     | Erik Ehrlin      | SWE  | 15,27     |

#### Diskuswurf
| Platz | Athlet                | Land | Weite (m) |
| ----- | --------------------- | ---- | --------- |
| 1     | Daniel Ståhl          | SWE  | 68,03     |
| 2     | Simon Pettersson      | SWE  | 64,42     |
| 3     | Alex Rose             | SAM  | 61,73     |
| 4     | Ola Stunes Isene      | NOR  | 61,46     |
| 5     | Lawrence Okoye        | GBR  | 61,08     |
| 6     | János Huszák          | HUN  | 59,86     |
| 7     | Sven Martin Skagestad | NOR  | 59,46     |
| 8     | Jakob Gardenkrans     | SWE  | 55,74     |

### Frauen

#### 100 m
| Platz | Athlet            | Land | Zeit (s) |
| ----- | ----------------- | ---- | -------- |
| 1     | Anna Bongiorni    | ITA  | 11,42    |
| 2     | Kristina Knott    | PHI  | 11,54    |
| 3     | Irene Ekelund     | SWE  | 11,58    |
| 4     | Bianca Williams   | GBR  | 11,66    |
| 5     | Claudia Payton    | SWE  | 11,72    |
| 6     | Nikki Anderberg   | SWE  | 11,83    |
| 7     | Louise Østergaard | DEN  | 11,99    |
| 8     | Filippa Sivnert   | SWE  | 12,05    |

Wind: −0,3 m/s

#### 400 m
| Platz | Athlet              | Land | Zeit (s)    |
| ----- | ------------------- | ---- | ----------- |
| 1     | Ama Pipi            | GBR  | 51,53 MR PB |
| 2     | Sokhna Lacoste      | FRA  | 52,32       |
| 3     | Karolina Pahlitzsch | GER  | 52,87 SB    |
| 4     | Dalene Mpiti        | RSA  | 53,16       |
| 5     | Moa Hjelmer         | SWE  | 53,28       |
| 6     | Sandra Knezevic     | SWE  | 54,61       |
| 7     | Linnea Killander    | SWE  | 54,66 SB    |
| 8     | Lova Perman         | SWE  | 54,74       |

#### 800 m
| Platz | Athlet                     | Land | Zeit (min)    |
| ----- | -------------------------- | ---- | ------------- |
| 1     | Mary Moraa                 | KEN  | 1:59,25 MR PB |
| 2     | Noélie Yarigo              | BEN  | 2:00,57 SB    |
| 3     | Katharina Trost            | GER  | 2:00,67 SB    |
| 4     | Claudia Bobocea            | ROU  | 2:03,32 SB    |
| 5     | Viola Westling             | FIN  | 2:04,82 PB    |
| 6     | Gaël De Coninck            | SWE  | 2:05,51 PB    |
| 7     | Lovisa Bivstedt            | SWE  | 2:07,93       |
| 8     | Madeleine Björlin-Delmar   | SWE  | 2:09,25       |
| 9     | Elvira Bredin              | SWE  | 2:10,25 PB    |
| 10    | Rebecca Högberg            | SWE  | 2:12,98 SB    |
| 11    | Julia Meijer               | SWE  | 2:23,04       |
|       | Lovisa Linde (Pacemakerin) | SWE  | DNF           |

#### 1500 m
| Platz             | Athlet              | Land | Zeit (min) |
| ----------------- | ------------------- | ---- | ---------- |
| 1                 | Sarah Healy         | IRL  | 4:07,12 PB |
| 2                 | Axumawit Embaye     | ETH  | 4:08,28 SB |
| 3                 | Diana Mezuliáníková | CZE  | 4:08,41    |
| 4                 | Sara Christiansson  | SWE  | 4:11,95 PB |
| 5                 | Linn Söderholm      | SWE  | 4:12,70 SB |
| 6                 | Yolanda Ngarambe    | SWE  | 4:13,50 SB |
| 7                 | Hanna Hermansson    | SWE  | 4:16,84    |
| 8                 | Linn Nilsson        | SWE  | 4:17,93    |
| 9                 | Caroline Högardh    | SWE  | 4:18,21 SB |
| 10                | Carla Mendes        | CPV  | 4:18,42 SB |
| 11                | Nora Lundin         | SWE  | 4:20,19 PB |
| 12                | Sandra Eriksson     | FIN  | 4:20,77    |
| 13                | Anna Silvander      | SWE  | 4:20,80    |
|                   | Laura Fodor         | SWE  | DNF        |
| Charlotte Mouchet | FRA                 | DNF  |            |

#### Hochsprung
| Platz | Athletin          | Land | Höhe (m) |
| ----- | ----------------- | ---- | -------- |
| 1     | Karyna Dsjamidsik | BLR  | 1,96     |
| 2     | Eleanor Patterson | AUS  | 1,94 SB  |
| 3     | Erika Kinsey      | SWE  | 1,88 SB  |
| 4     | Ella Junnila      | FIN  | 1,88     |
| 5     | Alessia Trost     | ITA  | 1,88     |
| 6     | Sofie Skoog       | SWE  | 1,84 SB  |

#### Stabhochsprung
| Platz | Athletin           | Land | Höhe (m) |
| ----- | ------------------ | ---- | -------- |
| 1     | Robeilys Peinado   | VEN  | 4,55     |
| 2     | Angelica Bengtsson | SWE  | 4,55     |
| 3     | Wilma Murto        | FIN  | 4,35     |
| 4     | Elina Lampela      | FIN  | 4,35     |
| 5     | Sonia Malavisi     | ITA  | 4,25     |
| 6     | Sara Winberg       | SWE  | 3,70     |

#### Weitsprung
| Platz | Athletin         | Land | Weite (m) |
| ----- | ---------------- | ---- | --------- |
| 1     | Abigail Irozuru  | GBR  | 6,68 SB   |
| 2     | Maryse Luzolo    | GER  | 6,55      |
| 3     | Petra Farkas     | HUN  | 6,38      |
| 4     | Tilde Johansson  | SWE  | 6,38      |
| 5     | Kaiza Karlén     | SWE  | 6,17      |
| 6     | Emilia Kjellberg | SWE  | 6,01      |
| 7     | Sandra Törnros   | SWE  | 5,98      |

#### Kugelstoßen
| Platz | Athletin          | Land | Weite (m)   |
| ----- | ----------------- | ---- | ----------- |
| 1     | Fanny Roos        | SWE  | 19,33 MR NR |
| 2     | Paulina Guba      | POL  | 17,92       |
| 3     | Jessica Inchude   | GBS  | 17,69       |
| 4     | Axelina Johansson | SWE  | 17,45       |
| 5     | Sara Lennman      | SWE  | 17,18       |
| 6     | Frida Åkerström   | SWE  | 16,55       |
| 7     | Emilia Malmehed   | SWE  | 13,77       |